# Księżycowe prządki
Księżycowe prządki (ang. The Moon Spinners) – amerykański film familijno-przygodowy z 1964 roku. Ostatni film z udziałem polskiej i światowej gwiazdy niemego kina Poli Negri.

## Opis fabuły
Młoda Brytyjka Nikky Ferris wyjeżdża na wakacje z ciocią, Frances do małej karczmy na Krecie.
Właścicielka Sophia odmawia przebywania w karczmie "Księżycowe prządki", lecz ciocia Frances i nastoletni syn Sophii Alexis przekonują ją do zmiany zdania. Podczas gdy Nikky i ciocia Frances są w swoich pokojach, brat Sophii Stratos chce wiedzieć, dlaczego chce zostać w karczmie siostry i prosi, aby opuścili, lecz przekonuje go ciocia Frances. Stratos zgadza się, aby zostały na jedną noc.
Podczas imprezy w karczmie późnym wieczorem, Nikky spotyka nieznajomego Marka, który zaprasza ją i ciocię Frances na posiłek, na co się zgadzają. Ich spotkanie przyciąga podejrzane spojrzenie Stratos, które Nikky zauważa i zwraca uwagę Markowi. Pod koniec wieczoru, Mark proponuje Nikky, aby spotkali się rano i poszli popływać na zatokę delfinów. Nikky zgadza się. Idąc schodami następnego ranka, dowiaduje się, że Mark wymeldował się z karczmy.
Podczas spaceru na wyspę, spostrzega, że Mark został postrzelony.
Tak zaczynają się jej przygody, które zaprowadzą ją do tajemniczej bogatej kobiety Madame Habib.

## Obsada
- Hayley Mills jako Nikky Ferris
- Eli Wallach jako Stratos
- Peter McEnery jako Mark Camford
- Joan Greenwood jako Frances Ferris
- Michael Davis jako Alexis
- Pola Negri jako Madame Habib
- Irene Papas jako Sophia